# طويلات الأجنحة الحقيقية
طويلات الأجنحة الحقيقية (الاسم العلمي:Eumecoptera) هي رتيبة من الحشرات تتبع رتبة طويلات الأجنحة من فوق رتبة الشوالونات.

## التصنيف
- فصيلة الشواليات
  - جنس الشوالة